# Flagge der Republik Formosa
Die Flagge der Republik Formosa, auch als Blauer Grund Gelber Tiger Flagge oder schlicht Gelber Tiger Flagge bezeichnet, war ab dem 23. Mai 1895 bis Oktober 1895 die Flagge der kurzlebigen Republik Formosa. Das Design ist an die Flagge der Qing-Dynastie angelehnt, unter deren Herrschaft Taiwan (vormals Formosa genannt) bis zum Vertrag von Shimonoseki stand.

Tagseite der Flagge

## Design

Die Flagge der Qing-Dynastie

Das Design der Flagge ist an das der Flagge der Qing-Dynastie angelehnt, jedoch wurden die Farben des Vordergrundes und des Hintergrundes invertiert: Anstelle eines gelben Hintergrundes mit einem blauen Motiv, ziert die Flagge der Republik Formosa ein gelbes Motiv auf blauem Grund. Daher rührt als alternative Name die Bezeichnung Blauer Grund Gelber Tiger Flagge. Die gestalterische Anlehnung rührt von den Umständen der Ausrufung her, welche von der überwiegend ethnisch chinesischen Oberschicht als Widerstand gegen die japanische Besatzung erfolgte.
Beim zentralen Motiv handelt es sich um einen Tiger, der je nach betrachteten Seite die Augen vollständig („Nachtseite“) oder nur in Form einer Mondsichel („Tagseite“) geöffnet hat. Die Ausführung symbolisiert die Dualität von Yin und Yang, den Wechsel von Tag und Nacht und das der Tiger als diurnales und nokturnales Tier den Staat Tag und Nacht beschützt. Da die Rückseite der Flagge im Taiwan-Nationalmuseum lange zur Stabilisierung des Stoffes verdeckt war, geriet die Dualität der Seiten in Vergessenheit und wurde erst zu Beginn der Restaurierungsmaßnahmen 2010 – dem Jahr des Tigers – wiederentdeckt. 2012 bestätigte das Museum, dass die unterschiedlichen Seiten dem ursprünglichen Design entsprechen. Am unteren Ende der Flagge befinden sich zwei Darstellungen von Wolken als Symbol für Glück und zentral über dem Tiger eine stilisierte Flamme. Zu bemerken ist hierbei, dass ein Drache mit Wolken und Flammen in der Hierchie der Qing-Dynastie einen General erster Klasse auszeichnete, ein Tiger mit Wolken und Flammen indes einen General zweiter Klasse, wodurch sich die Republik Formosa trotz ihrer eigentlich bekundeten Unabhängigkeit selbst unterhalb der Qing-Dynastie einordnet.
Laut Artikel 4 der provisorischen Verfassung fungierte das Design der Flagge auch als nationales Emblem. Bereits in der an andere Staaten gesandte Unabhängigkeitserklärung wurde eine Flagge mit „blauem Grund und gelben Rand“ beschrieben und zur Amtseinführung von Tang Jingsong am 25. Mai 1895 wurde die Flagge über dem Yamen in Taipeh erstmals gehisst.

## Angefertigte Flaggen
Es sind nur drei Flaggen bekannt, die in der Zeit der Republik Formosa gehisst wurden: Eine über dem Yamen in Taipeh, eine über dem Fort von Tamsui und eine über dem Fort von Keelung. Sie sollen 360 cm auf 242 cm gemessen haben. Durch die Ausführung der Flaggen mit Ölfarben, die in der Kürze der Zeit nicht vollständig trocknen konnten, begannen sie schon nach kurzer Zeit an Strahlkraft zu verlieren.
Eine weitere sollte über dem Zollhaus gehisst werden, jedoch weigerte sich der zuständige Zollbeamte Hosea Ballou Morse, da er seiner Überzeugung nach für die Regierung auf dem Festland arbeitete. Die Flagge am Fort von Keelung fiel nach der Eroberung japanischen Truppen in die Hände und wurde als Kriegsbeute nach Tokio gebracht. Dort wurde sie von Generalgouverneur Kabayama Sukenori der königlichen Familie präsentiert. Anschließend wurde sie im Kaiserpalast Tokio verwahrt, der im Zweiten Weltkrieg durch Bombenangriffe zerstört wurde. Ob dabei auch die Flagge der Republik Formosa zerstört wurde, ist unbekannt und wurde aufgrund der schwierigen Vergangenheit beider Länder nicht in offiziellen Kanälen angesprochen. Hosea Morse hat eigener Aussage zufolge die ihm für das Zollhaus gegebene Flagge beim Verlassen der Insel mitgenommen, danach verliert sich ihre Spur. Über den Verbleib der anderen beiden Flaggen ist nichts bekannt.

### Takahashi Unteis Replikat

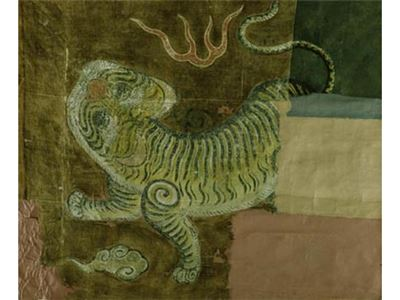
Aufnahme der Takahashi-Replik

Mit offizieller Erlaubnis des Ministeriums des kaiserlichen Haushalts fertigte der japanische Maler Takahashi Untei 1909 ein Faksimilie der ursprünglichen Flagge an. Dieses wurde von Teruaki Miyamoto, dem Stabschef der auf Taiwan stationierten japanischen Streitkräfte, anlässlich einer Ausstellung von Kriegsbeute des Ersten Japanisch-Chinesischen Krieges in Auftrag gegeben. Die Ausstellung fand im Generalgouverneursmuseum statt, aus dem das heutige Taiwan-Nationalmuseum hervorging. Takahashis Flagge misst 3,1 Meter auf 2,6 Meter und wird seit Fertigstellung der Restaurierung im Jahre 2014 wieder ausgestellt. Da Takahashi das Original im Kaiserpalast vorlag, gilt seine Anfertigung als authentische Replikation und ist sowohl die älteste noch erhaltene Flagge, als auch eines der ältesten Objekt in der Sammlung des Taiwan-Nationalmuseum. Bis 2004 nahm man an, es handle sich hierbei um eine original erhaltene Flagge.
Die blaue Hintergrundfarbe ist seither verblasst und der Hintergrund wirkt inzwischen bräunlich. Des Weiteren fehlt die rechte untere Ecke und es wird vermutet, dass die im Fort Keelung erbeutete Flagge bereits beschädigt war und Takahashi deswegen diese Stelle nicht ausführte. Die obere, rechte Ecke besteht aus einem anderen Material und während bei der restliche Flagge das Blau um den gelben Tiger herum gemalt wurde, wurde hier der Tigerschwanz auf den bereits blau gefärbten Grund gemalt. Dennoch legen Aufnahmen von der Ausstellung 1909 nahe, dass es sich hierbei um den Originalzustand der Flagge handelt. Die Restauratoren konnte nicht abschließend klären, welchen Blauton die Flagge ursprünglich aufwies, da die verblasste braune Farbe und die blaue obere Ecke mit verschiedenen Pigmenten ausgeführt wurden. Daher wurde der bräunliche Zustand beibehalten und stattdessen die digitale Rekonstruktion mit dem vermuteten, jedoch nicht zu beweisendem Blauton erstellt.
2005 wurde ein Antrag zur Aufnahme von Takahashis Faksimilie in das Register der Nationalen Kulturschätze aufgrund der zu geringen Forschungslage und fehlenden Restaurierungsplänen abgelehnt. Nach intensiven Forschungs- und Restaurierungsarbeiten wurde ein erneuter Antrag 2016 angenommen.

### Lin Yushans Replik
1953 fertige der taiwanische Maler Lin Yushan im Auftrag von Qiu Nian-Tai anlässlich des 59. Jubiläums der Republikausrufung ein weiteres Replikat an. Qui Nian-Tai war der Sohn von Qiu Fengjia, dem vormaligen Vizepräsidenten der Republik Formosa. Lin orientierte sich an Takahashis Replik, führte den Hintergrund jedoch in einem Blauton aus und ergänzte die fehlende Stelle in der unteren rechten Ecke. Da die Flagge dadurch im Gegensatz zu Takahashis vollständig erschien, prägte sie das Bild der Flagge im kollektiven Gedächtnis. Eine Miniatur dieser Flagge mit den Maßen 96 cm auf 84 cm wurde dem Taiwan-Nationalmuseum im selben Jahr vom Künstler übergeben.

### Digitale Rekonstruktion
2016 wurde vom Taiwan-Nationalmuseum eine digitale Rekonstruktion vorgestellt, welche ebenfalls die bei Takahashi fehlende Ecke ergänzt. Dabei wurde auch der vermutete originale Blauton der Takahashi-Replik, der jedoch nicht mit absoluter Sicherheit geklärt werden kann, für den Hintergrund verwendet.

## Öffentliche Wahrnehmung
Im öffentlichen Raum ist die Flagge der Republik Formosa heutzutage nur selten anzutreffen. Dies liegt vor allem in älteren Schulbüchern begründet, in denen die Republik Formosa vor allem als Wunsch der Zugehörigkeit zu China gelehrt wurde. Erst in jüngeren Jahren wird die Republik auch als Versuch des Widerstandes gegen die Kolonialherrschaft sowohl Japans als auch Chinas interpretiert und die Einordnung der Flagge wandelt sich dadurch ebenfalls. Anlässlich der Ernennung zum Nationalen Kulturschatz im Jahre 2016 konnten Easycards im Design der Takahashi Replik, der Lin Replik und der digitalen Rekonstruktion erworben werden.